# Slottet Kanina

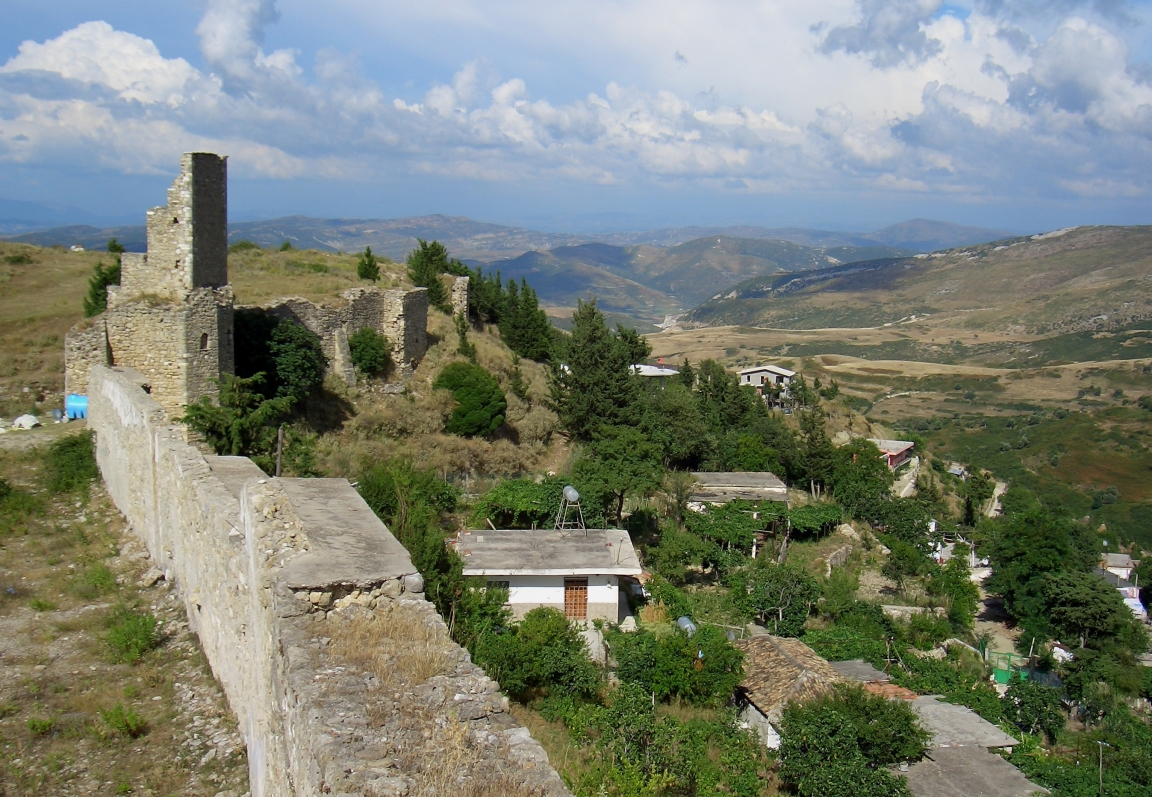
Slottet Kanina

Slottet Kanina är ett slott i Vlora, Albanien, byggt på 200-talet f.Kr. i vad som då var centrala Vlora. Slottet renoverades av Justinianus på 400-talet.